# Казимир I Варшавский
Казимир I Варшавский (пол. Kazimierz I Warszawski; 1320/1331 — 26 ноября 1355) — князь черский (1341–1349), варшавский (1341–1355) и равский (1345–1349), младший сын мазовецкого князя Тройдена I и Марии Юрьевны Галицкой, представитель Мазовецкой линии Пястов.

## Биография
В 1341 году после смерти своего отца, князя черского и варшавского Тройдена I, Казимир вместе со своим старшим братом Земовитом III получил в совместное владение Черск и Варшаву. В 1345 году после смерти своего дяди, князя равского Земовита II, братья Казимир и Земовит получили во владение город Раву.
В 1349 году после нового раздела отцовского княжества Казимир получил в удельное владение Варшаву, уступив Раву и Черск своему старшему брату Земовиту.
В 1351 году после смерти своего бездетного двоюродного брата, князя плоцкого и сохачевского Болеслава III, братья Казимир Варшавский и Земовит Равский получили в совместное владение Сохачев. В сентябре того же 1351 года князь варшавский Болеслав вместе со своим старшим братом, князем плоцким и черским Земовитом принес вассальную присягу на верность польскому королю Казимиру Великому.
В ноябре 1355 года после смерти бездетного князя Казимира Варшавского его удельное княжество унаследовал старший брат, князь равский и черский Земовит III.